# Thelma Wood
Thelma Ellen Wood (* 3. Juli 1901 in Kansas; † 10. Dezember 1970 in Monroe, Connecticut) war eine US-amerikanische Silverpoint-Künstlerin und Bildhauerin.

## Leben
Thelma Wood war eine Tochter aus reichem Hause und wuchs in St. Louis auf. Im Jahr 1921 ging sie nach Paris um Bildhauerei zu studieren und vor der puritanischen Moralvorstellungen in Amerika zu entfliehen – dort hatte sie eine kurze Affäre mit der bisexuellen Dichterin Edna St. Vincent Millay und mit der Fotografin Berenice Abbott. Wood verkehrte in Künstlerkreisen des Surrealismus, Realismus und Dadaismus, trank viel Alkohol und – so wird es vermutet – experimentierte auch mit Marihuana.
Im selben Jahr lernte Thelma die Schriftstellerin Djuna Barnes ebenfalls eine emigrierte Amerikanerin, kennen und lieben. Für die nächsten zehn Jahre blieben Wood und Barnes ein Paar, dessen Eifersuchtsdramen und Alkoholexzesse für Gesprächsstoff in halb Paris sorgten. Beide Frauen unterhielten neben dieser Beziehung jedoch weitere Liebesaffären mit Männern und Frauen. 1928 ging Wood eine Liebesbeziehung mit Henriette McCrea Metcalf (1888–1981) ein und zog mit ihr ins Künstlerviertel Greenwich Village in New York City. Seit der qualvollen Trennung von Thelma lebte Barnes auf dem englischen Landsitz der Mäzenin Peggy Guggenheim; dort schrieb sie den Roman Nightwood und setzte damit ihrer Ex-Geliebten mit der Romanfigur Robin Vote ein literarisches Denkmal.
Die Beziehung zu Henriette McCrea Metcalf endete nach sechzehn Jahren; darauf ging Thelma Wood eine Partnerschaft mit der Immobilienmaklerin und Antiquitätenhändlerin Margarete Behrens (1908–1986) ein. In den 1960er Jahren diagnostizierten Ärzte bei ihr Brustkrebs, an deren Folgen sie am 10. Dezember 1970 im Danbury Hospital starb. Ihre Asche wurde in Bridgeport bestattet.

## Erwähnenswertes
- Thelma Wood fühlte sich im Roman Nightwood falsch dargestellt und behauptete bis zu ihrem Tode, dass die Veröffentlichung des Buches ihr Leben ruiniert hätte.
- Janet Flanner beschrieb Thelma Wood in einem ihrer Briefe folgend: Sie ist eine herausragende Erscheinung – 1,80 m groß, dunkelhaarig, häufig mit auffälligen Silberreifen an Arm und großen Ringen in den Ohren.